# کژژانه
کژژانه (به لهستانی:  Krzyżany) یک روستا در لهستان است که در گمینا رن واقع شده‌است.